# فرودگاه شامبری
فرودگاه شامبری (به انگلیسی: Chambéry Aerodrome) (به زبان بومی: Aérodrome de Chambéry) یک فرودگاه همگانی است که یک باند فرود سنگفرش دارد و طول باند آن ۹۹۰ متر است. این فرودگاه در شهر شامبری کشور فرانسه قرار دارد و در ارتفاع ۲۹۵ متری از سطح دریا واقع شده‌است.